# Wayne Kritsberg
Wayne Kritsberg (* 1942) ist ein amerikanischer Psychiater und Psychotherapeut.
Kritsberg führte in den 1990er Jahren eine Privatpraxis in Olympia (Washington) und gilt als Pionier der Gruppentherapie mit Erwachsenen, die in der Kindheit traumatische Erlebnisse hatten. Zunächst arbeitete Kritsberg mit Menschen, deren Eltern Alkoholiker waren. Seine Erfahrungen fasste er 1985 in das Buch »The Adult Children of Alcoholics Syndrome«, das Betroffenen viele praktische Hinweise gab. In diesem Zusammenhang befasste sich Kritsberg auch mit Familienkonstellationen, in denen Missbrauchs-, Gewalt- und Krankheitsmuster von einer Generation an die nächste weitergegeben werden.
Später wandte er sich Erwachsenen zu, die als Kinder sexuell missbraucht wurden. Er nennt sie Überlebende von sexuellem Missbrauch. 1993 veröffentlichte er zu dem Thema das Buch »The invisible wound: A new approach to healing childhood sexual abuse« (1995 auf Deutsch unter dem Titel: »Die unsichtbare Wunde. Sexueller Missbrauch in der Kindheit: Das Trauma erkennen und überwinden«).
Als einer der ersten thematisierte er darin auch die Symptome und die Heilung von Männern, die als Kinder sexuell missbraucht wurden. Die beiden zentralen Botschaften des Buches sind: Sexueller Missbrauch von Kindern hat in den meisten Fällen schwerwiegende langfristige Folgen für die Betroffenen; aber diese Folgen sind heilbar.

## Werke
- The Adult Children of Alcoholics Syndrome. USA 1985
- The invisible wound: A new approach to healing childhood sexual abuse. New York 1993 (Bantam). Deutsch: Die unsichtbare Wunde. Sexueller Missbrauch in der Kindheit: Das Trauma erkennen und überwinden. Oesch, Zürich 1995. Taschenbuch-Ausgabe: Bastei-Lübbe, Berg. Gladbach 2000 (ISBN 3-404-66374-8)
- A Quiet Strength: Meditations on the Masculine Soul (mit John Lee und Shepherd Bliss). New York 1994 (Bantam Doubleday Dell). ISBN 0553351214